# Нижнее Конго
Нижнее Конго (фр. Bas-Congo) — провинция в Демократической Республике Конго.

## Общие сведения
Согласно новой конституции страны от 2005 года, провинция Нижнее Конго в прежних границах с 2009 года преобразовывается в провинцию Центральное Конго (Congo Central).
Площадь провинции Нижнее Конго составляет 53 920 км². Численность населения — 3 734 600 человек (на 2006 год). Плотность населения — 69,3 чел./км² (на 2006 год). Административный центр — город Матади. Население провинции в основном представлено народом баконго, говорящим на языке киконго.
Провинция была образована в 1960 году после провозглашения независимости Бельгийского Конго и первоначально носила название Центральное Конго.

## География
Нижнее Конго — самая западная из провинций Демократической Республики Конго и единственная, имеющая выход к океану. Провинция граничит на севере с Республикой Конго и столичным дистриктом Киншаса, на юге — с Анголой, на северо-западе — с ангольским эксклавом Кабинда, на востоке — с конголезской провинцией Кванго. На западе и юго-западе она омывается Атлантическим океаном. Нижнее Конго пересекается с северо-востока на юго-запад и как бы делится на 2 части рекой Конго.
Города провинции Нижнее Конго: Матади, Бома, Муанда, Нбанза-Нгунду, Китона, Лукула.

## Экономика
Основой экономики провинции являются сельское хозяйство, рыболовство и добыча нефти. В Нижнем Конго находятся также морские порты ДРК.